# LGA 3647
Le LGA 3647, également appelé Socket P, est un socket compatible avec les microprocesseurs Intel Xeon Phi x200 (« Knights Landing »), Xeon Phi 72x5 (« Knights Mill »), Skylake-SP, Cascade Lake-SP et Cascade Lake-W.
Le socket prend en charge un contrôleur de mémoire à 6 canaux, des DIMM de mémoire non volatile 3D XPoint, Ultra Path Interconnect (UPI) - en remplacement de QuickPath Interconnect (QPI) - et Omni-Path (en) interconnect 100G, et dispose également d’un nouveau mécanisme de montage qui n’utilise pas de levier pour le fixer en place, mais la pression du dissipateur thermique de processeur et ses vis pour le fixer en place.

## Variantes
Il existe deux sous-versions de ce socket avec des différences également dans l’ILM (mécanisme de chargement indépendant, le pas des vis centrales est légèrement modifié et une vis plus visible indique que les goupilles de guidage sont dans les autres coins). Le socket du processeur et les encoches correspondantes sur le processeur se trouvent à des endroits différents, ce qui empêche l’insertion d’un processeur incompatible et l’utilisation d’un dissipateur thermique incorrect dans un système. La variante P0, la plus courante, comporte deux sous-options pour le montage sur dissipateur thermique : ILM carré et ILM étroit, dont le choix dépend de la conception du serveur et de la carte mère (probablement en fonction des contraintes d’espace).
- LGA3647-0 (socket P0) utilisé pour les processeurs Skylake-SP et Cascade Lake-SP[3]
- LGA3647-1 (socket P1) utilisé pour les processeurs Xeon Phi x200[4]